# Olympische Sommerspiele 1936/Turnen
Bei den XI. Olympischen Sommerspielen 1936 in Berlin fanden neun Wettbewerbe im Gerätturnen statt, davon acht für Männer und einer für Frauen. Austragungsort war die Dietrich-Eckart-Freilichtbühne, die heutige Waldbühne im Bezirk Charlottenburg.

## Bilanz

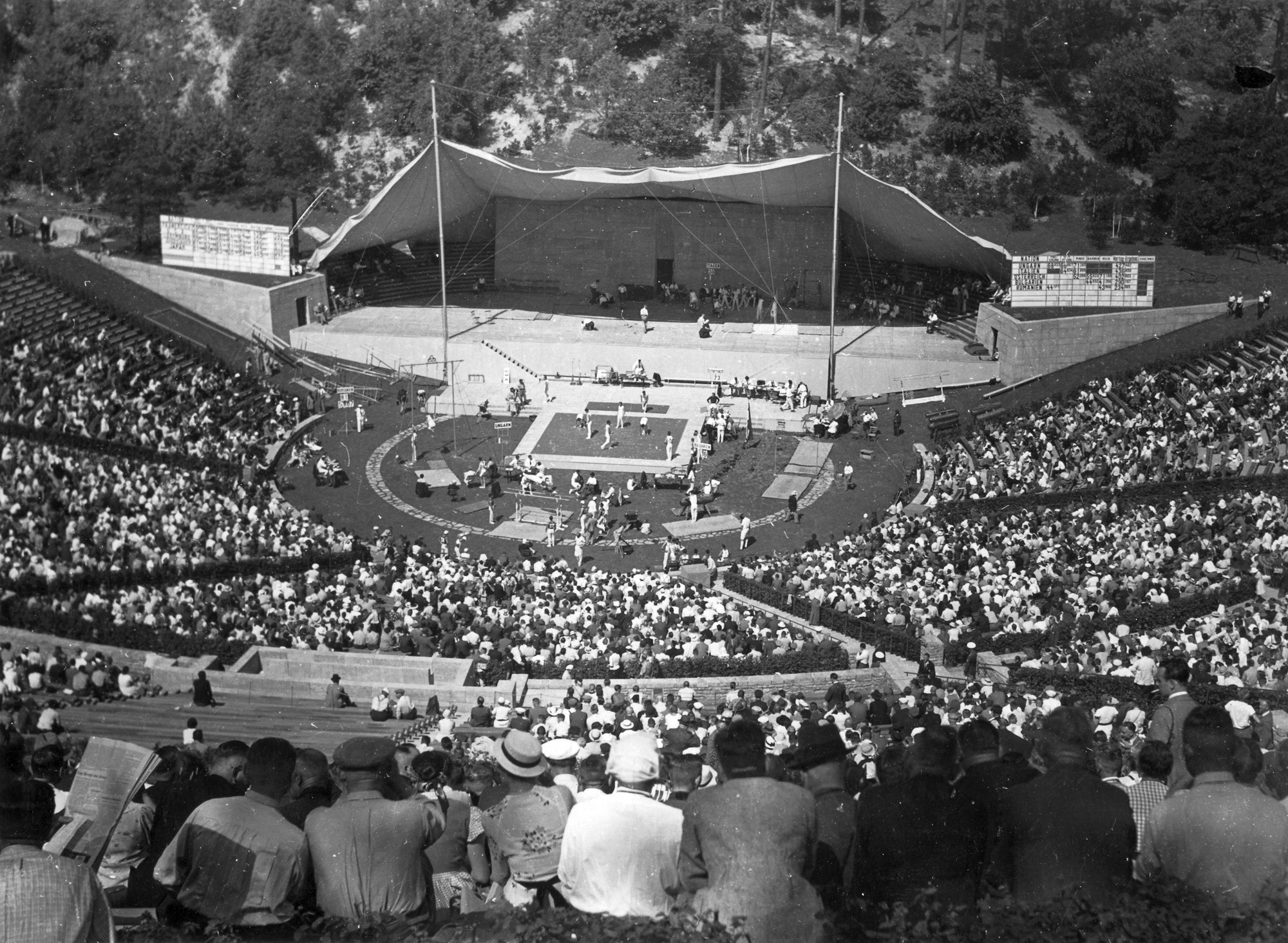
Turnwettkampf auf der Dietrich-Eckart-Freilichtbühne

### Medaillenspiegel
| Platz  | Land             | Gold | Silber | Bronze | Gesamt |
| ------ | ---------------- | ---- | ------ | ------ | ------ |
| 1      | Deutsches Reich  | 6    | 1      | 6      | 13     |
| 2      | Schweiz          | 1    | 6      | 2      | 9      |
| 3      | Tschechoslowakei | 1    | 1      | –      | 2      |
| 4      | Finnland         | 1    | –      | 1      | 2      |
| 5      | Jugoslawien      | –    | 1      | –      | 1      |
| 6      | Ungarn           | –    | –      | 1      | 1      |
| Gesamt | Gesamt           | 9    | 9      | 9      | 27     |

### Medaillengewinner
Männer
| Disziplin            | Gold | Silber | Bronze |
| -------------------- | --- | --- | --- |
| Mannschaftsmehrkampf | Deutsches ReichFranz Beckert Konrad Frey Alfred Schwarzmann Willi Stadel Innozenz Stangl Walter Steffens Matthias Volz Ernst Winter | SchweizWalter Bach Albert Bachmann Walter Beck Eugen Mack Georges Miez Michael Reusch Eduard Steinemann Josef Walter | FinnlandMauri Nyberg-Noroma Veikko Pakarinen Aleksanteri Saarvala Heikki Savolainen Esa Seeste Einari Teräsvirta Eino Tukiainen Martti Uosikkinen |
| Einzelmehrkampf      | Alfred Schwarzmann (GER) | Eugen Mack (SUI) | Konrad Frey (GER) |
| Barren               | Konrad Frey (GER) | Michael Reusch (SUI)                                                                                                 | Alfred Schwarzmann (GER) |
| Bodenturnen          | Georges Miez (SUI) | Josef Walter (SUI)                                                                                                   | Konrad Frey (GER) Eugen Mack (SUI) |
| Sprung               | Alfred Schwarzmann (GER) | Eugen Mack (SUI) | Matthias Volz (GER) |
| Reck                 | Aleksanteri Saarvala (FIN) | Konrad Frey (GER) | Alfred Schwarzmann (GER) |
| Ringe                | Alois Hudec (TCH) | Leon Štukelj (YUG)                                                                                                   | Matthias Volz (GER) |
| Pauschenpferd        | Konrad Frey (GER) | Eugen Mack (SUI) | Albert Bachmann (SUI) |

Frauen
| Disziplin            | Gold | Silber | Bronze |
| -------------------- | --- | --- | --- |
| Mannschaftsmehrkampf | Deutsches ReichAnita Bärwirth Erna Bürger Isolde Frölian Friedl Iby Trude Meyer Paula Pöhlsen Julie Schmitt Käthe Sohnemann | TschechoslowakeiJaroslava Bajerová Vlasta Děkanová Božena Dobešová Vlasta Foltová Anna Hřebřinová Matylda Pálfyová Zdeňka Veřmiřovská Marie Větrovská | UngarnMargit Csillik Margit Kalocsai Ilona Madary Gabriella Mészáros Margit Nagy Olga Törös Judit Tóth Eszter Voit |

## Ergebnisse Männer

### Mannschaftsmehrkampf
| Platz | Land | Athleten | Punkte  |
| ----- | ---- | --- | ------- |
| 1     | GER  | Franz Beckert, Konrad Frey, Alfred Schwarzmann, Willi Stadel, Innozenz Stangl, Walter Steffens, Matthias Volz, Ernst Winter                      | 657,430 |
| 2     | SUI  | Walter Bach, Albert Bachmann, Walter Beck, Eugen Mack, Georges Miez, Michael Reusch, Eduard Steinemann, Josef Walter                             | 654,802 |
| 3     | FIN  | Mauri Nyberg-Noroma, Veikko Pakarinen, Aleksanteri Saarvala, Heikki Savolainen, Esa Seeste, Einari Teräsvirta, Eino Tukiainen, Martti Uosikkinen | 638,468 |
| 4     | TCH  | Jan Gajdoš, Alois Hudec, Jaroslav Kollinger, Emanuel Löffler, Vratislav Petráček, Bohumil Povejšil, Jan Sládek, Jindřich Tintěra                 | 625,763 |
| 5     | ITA  | Egidio Armelloni, Oreste Capuzzo, Danilo Fioravanti, Savino Guglielmetti, Romeo Neri, Otello Ternelli, Franco Tognini, Nicolò Tronci             | 615,133 |
| 6     | YUG  | Miroslav Forte, Boris Gregorka, Konrad Grilc, Dimitrije Merzlikin, Josip Primožič, Janez Pristov, Leon Štukelj, Jože Vadnov                      | 598,366 |
| 7     | HUN  | József Hegedűs, Gábor Kecskeméti, Péter Miklós, Győző Mogyoróssy, István Pelle, István Sárkány, József Sarlós, Lajos Tóth                        | 591,930 |
| 8     | FRA  | Jean Aubry, Robert Herold, Paul Masino, Lucien Masset, Maurice Rousseau, Antoine Schildwein, Armand Solbach, Armand Walter                       | 580,266 |

Datum: 10. und 11. August 1936

111 Teilnehmer aus 14 Ländern

### Einzelmehrkampf
| Platz | Land | Athleten           | Punkte  |
| ----- | ---- | ------------------ | ------- |
| 1     | GER  | Alfred Schwarzmann | 113,100 |
| 2     | SUI  | Eugen Mack         | 112,334 |
| 3     | GER  | Konrad Frey        | 111,532 |
| 4     | TCH  | Alois Hudec        | 111,199 |
| 5     | SUI  | Michael Reusch     | 110,700 |
| 5     | FIN  | Martti Uosikkinen  | 110,700 |
| 7     | GER  | Matthias Volz      | 110,099 |
| 8     | GER  | Willi Stadel       | 108,999 |

Datum: 10. und 11. August 1936

111 Teilnehmer aus 14 Ländern

### Barren
| Platz | Land | Athleten           | Punkte |
| ----- | ---- | ------------------ | ------ |
| 1     | GER  | Konrad Frey        | 19,067 |
| 2     | SUI  | Michael Reusch     | 19,034 |
| 3     | GER  | Alfred Schwarzmann | 18,967 |
| 4     | TCH  | Alois Hudec        | 18,966 |
| 5     | SUI  | Eugen Mack         | 18,834 |
| 6     | SUI  | Walter Bach        | 18,733 |
| 7     | FIN  | Heikki Savolainen  | 18,633 |
| 8     | SUI  | Eduard Steinemann  | 18,500 |

Datum: 10. und 11. August 1936

110 Teilnehmer aus 14 Ländern, davon 108 in der Wertung

### Bodenturnen
| Platz | Land | Athleten          | Punkte |
| ----- | ---- | ----------------- | ------ |
| 1     | SUI  | Georges Miez      | 18,666 |
| 2     | SUI  | Josef Walter      | 18,500 |
| 3     | GER  | Konrad Frey       | 18,466 |
| 3     | SUI  | Eugen Mack        | 18,466 |
| 5     | GER  | Matthias Volz     | 18,366 |
| 6     | GER  | Willi Stadel      | 18,300 |
| 6     | GER  | Walter Steffens   | 18,300 |
| 8     | FIN  | Martti Uosikkinen | 18,267 |

Datum: 10. und 11. August 1936

110 Teilnehmer aus 14 Ländern, davon 108 in der Wertung

### Pferdsprung
| Platz | Land | Athleten           | Punkte |
| ----- | ---- | ------------------ | ------ |
| 1     | GER  | Alfred Schwarzmann | 19,200 |
| 2     | SUI  | Eugen Mack         | 18,967 |
| 3     | GER  | Matthias Volz      | 18,467 |
| 4     | SUI  | Walter Bach        | 18,400 |
| 5     | SUI  | Walter Beck        | 18,367 |
| 6     | FIN  | Martti Uosikkinen  | 18,300 |
| 7     | SUI  | Michael Reusch     | 18,266 |
| 8     | SUI  | Georges Miez       | 18,234 |
| 8     | SUI  | Josef Walter       | 18,234 |

Datum: 10. und 11. August 1936

110 Teilnehmer aus 14 Ländern

### Reck
| Platz | Land | Athleten             | Punkte |
| ----- | ---- | -------------------- | ------ |
| 1     | FIN  | Aleksanteri Saarvala | 19,367 |
| 2     | GER  | Konrad Frey          | 19,267 |
| 3     | GER  | Alfred Schwarzmann   | 19,233 |
| 4     | GER  | Innozenz Stangl      | 19,167 |
| 5     | FIN  | Heikki Savolainen    | 19,133 |
| 6     | FIN  | Ilmari Pakarinen     | 19,067 |
| 7     | FIN  | Martti Uosikkinen    | 19,000 |
| 8     | GER  | Walter Steffens      | 18,966 |

Datum: 10. und 11. August 1936

110 Teilnehmer aus 14 Ländern, davon 107 in der Wertung

### Ringe
| Platz | Land | Athleten           | Punkte |
| ----- | ---- | ------------------ | ------ |
| 1     | TCH  | Alois Hudec        | 19,433 |
| 2     | YUG  | Leon Štukelj       | 18,867 |
| 3     | GER  | Matthias Volz      | 18,667 |
| 4     | GER  | Alfred Schwarzmann | 18,534 |
| 5     | GER  | Franz Beckert      | 18,533 |
| 6     | SUI  | Michael Reusch     | 18,434 |
| 7     | TCH  | Jaroslav Kollinger | 18,433 |
| 8     | FIN  | Heikki Savolainen  | 18,400 |

Datum: 10. und 11. August 1936

111 Teilnehmer aus 14 Ländern, davon 108 in der Wertung

### Pauschenpferd
| Platz | Land | Athleten           | Punkte |
| ----- | ---- | ------------------ | ------ |
| 1     | GER  | Konrad Frey        | 19,333 |
| 2     | SUI  | Eugen Mack         | 19,167 |
| 3     | SUI  | Albert Bachmann    | 19,067 |
| 4     | FIN  | Martti Uosikkinen  | 19,066 |
| 5     | SUI  | Walter Bach        | 19,033 |
| 5     | GER  | Walter Steffens    | 19,033 |
| 7     | SUI  | Michael Reusch     | 19,000 |
| 7     | GER  | Alfred Schwarzmann | 19,000 |

Datum: 10. und 11. August 1936

110 Teilnehmer aus 14 Ländern, davon 108 in der Wertung

## Ergebnisse Frauen

### Mannschaftsmehrkampf
| Platz | Land | Athletinnen | Punkte  |
| ----- | ---- | --- | ------- |
| 1     | GER  | Anita Bärwirth, Erna Bürger, Isolde Frölian, Friedl Iby, Trude Meyer, Paula Pöhlsen, Julie Schmitt, Käthe Sohnemann                            | 506,500 |
| 2     | TCH  | Jaroslava Bajerová, Vlasta Děkanová, Božena Dobešová, Vlasta Foltová, Anna Hřebřinová, Matylda Pálfyová, Zdeňka Veřmiřovská, Marie Větrovská   | 503,600 |
| 3     | HUN  | Margit Csillik, Margit Kalocsai, Ilona Madary, Gabriella Mészáros, Margit Nagy, Olga Törös, Judit Tóth, Eszter Voit                            | 499,000 |
| 4     | YUG  | Dragana Đorđević, Angelina Goropenko, Katarina Hribar, Marta Pustišek, Dušica Radivojevič, Olga Rajkovič, Lidija Rupnik, Maja Veršeč           | 485,60  |
| 5     | USA  | Jennifer Caputo, Consetta Caruccio-Lenz, Margaret Duff, Irma Haubold, Marie Kibler, Ada Lunardoni, Adelaide Meyer, Mary Wright                 | 471,60  |
| 6     | POL  | Alina Cichecka, Stefania Krupa, Marta Majowska, Wiesława Noskiewicz, Matylda Ossadnik, Klara Sierońska, Janina Skirlińska, Julia Wojciechowska | 470,30  |
| 7     | ITA  | Anna Avanzini, Vittoria Avanzini, Clara Bimbocci, Ebore Canella, Giuseppina Cipriotto, Elda Cividino, Gianna Guaita, Carmela Toso              | 442,05  |
| 8     | GBR  | Doris Blake, Brenda Crowe, Edna Gross, Clarice Hanson, Mary Heaton, Mary Kelly, Lilian Ridgewell, Marion Wharton                               | 408,30  |

Datum: 10. und 11. August 1936

64 Teilnehmerinnen aus 8 Ländern